# 徐楚波

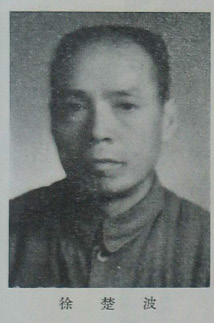

徐楚波（1896年—1982年7月10日），河北威县人，中国教育家。
徐楚波1920年毕业于保定高等师范学校，后曾任教于河北、江西、北平、天津等地的中学。1949年曾出席中国人民政治协商会议第一届全体会议。中华人民共和国成立后出任北京市第一中学校长。此外，他还是中国民主促进会中央常委，第二、三届全国政协委员，第四、五届全国政协常委。1982年在北京逝世。